# SIMextra
SIMextra – dodatkowa usługa dostępna w wielu sieciach telefonii komórkowej bez względu na używany model telefonu. SIMextra jest wbudowane w karty SIM większości sieci komórkowych. Operator oznacza wszystkie karty SIM symbolem „@” dla kart 32k lub „#” dla 64k na końcu numeru seryjnego. Już w 2022 roku większość funkcji w SIMextra została usunięta.

## Dostęp do usług
Aby otrzymać żądaną informację z serwisu SIMextra, należy przejść krok po kroku przez kolejne poziomy menu SIMextra, a następnie wybrać interesujący nas serwis. Informacja zwrotna jest przesyłana do użytkownika w postaci specjalnie sformatowanych wiadomości SMS.
Podczas oczekiwania na informację zwrotną w zależności od wersji karty SIM wyświetlany jest komunikat: „Poczekaj. Trwa przesyłanie informacji”. Nadesłana informacja zwrotna jest wyświetlana na telefonie użytkownika.
Na terenie Polski poruszanie się po menu SIMextra jest bezpłatne. Płatne jest natomiast otrzymanie odpowiedzi z zamówionymi informacjami lub wysłanie e-maila.

## Oferta usług
Dzięki menu SIMextra, użytkownik ma do dyspozycji wiele różnorodnych, łatwo dostępnych serwisów:
- rozrywkowych, np. dowcipy, quizy tematyczne, erotyka, psychotesty, testy IQ, informacje z życia sławnych ludzi, muzyka, horoskopy,
- informacyjnych, np. wiadomości z Polski i ze świat, sport, kursy walut, prognoza pogody (także dla kierowców), lotto, program TV, program „alkomat”, który oblicza w przybliżeniu stężenie alkoholu we krwi, informacje o zdrowiu, numery kierunkowe, nauka, muzyka, kalendarium,
- komunikacji osobistej, np. wyślij e-mail, kanały SMS, wyślij wizytówkę,
- lokalizacyjnych, np. tzw. radar.